# Isla Savage
La isla Savage es una pequeña isla perteneciente al archipiélago de las islas Near, en el grupo de las islas Aleutianas, al suroeste de Alaska. Savage ejerce de isla satélite de su vecina mayor isla Attu. Se encuentra localizada en la bahía de Temnac, al sur de la costa de Attu. La isla fue bautizada así por el Ejército de los Estados Unidos durante su ocupación de Attu durante la Segunda Guerra Mundial.
- Datos: Q1507663